# Obre (Noya)
Obre o Santa Marina de Obre (llamada oficialmente Santa Mariña do Obre) es una parroquia española del municipio de Noya, en la provincia de La Coruña, Galicia.

## Localización
Se ubica en las Rías Bajas, en concreto en la de Muros y Noya.

## Geografía
En esta parroquia se encuentra la playa de Testal con una longitud de 1300 metros en la boca de la ría.

## Entidades de población
Entidades de población que forman parte de la parroquia:
- A Chaínza
- A Cruciña
- Cabrúns
- Carreira (A Carreira)
- Catro Camiños
- Feal (O Feal)
- Fuente Pernal (Fonte Pernal)
- La Iglesia (A Igrexa)
- Maroñas (O Chan de Maroñas)
- Miraflores
- Negral
- Obre de Abaixo (O Obre de Abaixo)
- O Campo de Noia u O Campo das Rodas
- O Obre de Arriba
- Pereiro de Abajo (O Pereiro de Abaixo)
- Pereiro de Arriba (O Pereiro de Arriba)
- Portela (A Portela)
- Rego de Hortas (O Rego de Hortas)
- Rúa do Ferreiro

## Demografía
| Gráfica de evolución demográfica de Obre entre 2000 y 2018 |
|                                                            |
| Datos según el nomenclátor publicado por el INE.           |